# Skiskydning under vinter-OL 2018 – jagtstart – Damer
Jagtstart for damer blev afviklet over 10 km. Konkurrencen blev afholdt 12. februar 2018. 

## Konkurrencen
Hver deltager skyder fire gange à 5 skud, to gange liggende og to gange stående. For hver forbier må deltageren ud på en strafferunde.
Resultatet af sprinten, den 10. februar 2018, bestemmer udgangspunktet for jagtstarten. Vinderen af sprinten starter først og øvrige deltagere starter det antal sekunder de sluttede efter vinderen. Kun de 60 bedste i sprinten får lov at deltage. 

## Resultater
| Placering | Start# | Navn               | Nation    | Start | Tid     | Strafferunder (L+L+S+S) | Tidsdiff. |
| --------- | ------ | ------------------ | --------- | ----- | ------- | ----------------------- | --------- |
| 1.        | 1      | Laura Dahlmeier    | Tyskland  | 00:00 | 30:35,3 | 1 (0+1+0+0)             | –         |
| 2.        | 13     | Anastasija Kuzmina | Slovakiet | 00:54 | 31:04,7 | 4 (0+1+2+1)             | +29,4     |
| 3.        | 19     | Anaïs Bescond      | Frankrig  | 01:15 | 31:04,9 | 1 (0+0+1+0)             | +29,6     |
| 4.        | 2      | Marte Olsbu        | Norge     | 00:24 | 31:42,6 | 4 (1+2+0+1)             | +1:07,3   |
| 5.        | 7      | Hanna Öberg        | Sverige   | 00:41 | 31:44,2 | 3 (1+2+0+0)             | +1:08,9   |
| 6.        | 21     | Denise Herrmann    | Tyskland  | 01:20 | 31:54,7 | 2 (1+0+0+1)             | +1:19,4   |
| 7.        | 3      | Veronika Vítková   | Tjekkiet  | 00:26 | 32:12,6 | 3 (0+1+0+2)             | +1:37,3   |
| 8.        | 26     | Lena Häcki         | Schweiz   | 01:34 | 32:16,8 | 3 (1+1+1+0)             | +1:41,5   |
| 9.        | 24     | Tiril Eckhoff      | Norge     | 01:26 | 32:23,1 | 5 (0+2+3+0)             | +1:47,8   |
| 10.       | 27     | Mona Brorsson      | Sverige   | 01:36 | 32:29,8 | 1 (0+0+1+0)             | +1:54,5   |

## Medaljeoversigt
| Event           | Guld                       | Sølv                           | Bronze                   |
| --------------- | -------------------------- | ------------------------------ | ------------------------ |
| Jagtstart Damer | Tyskland · Laura Dahlmeier | Slovakiet · Anastasiya Kuzmina | Frankrig · Anaïs Bescond |